# Contea di Dunn (Wisconsin)
La contea di Dunn (in inglese, Dunn County) è una contea dello Stato del Wisconsin, negli Stati Uniti. La popolazione al censimento del 2000 era di 39 858 abitanti. Il capoluogo di contea è Menomonie.